# Корона (репер)
Предраг Миљковић, познатији под уметничким именом Корона (Corona; Лесковац, 23. фебруар 1988), српски је музичар и некадашњи репер.

## Биографија
Предраг Миљковић је рођен 23. фебруара 1988. године у Лесковцу. Прва интересовања за музику показао је 2003. године, када је кренуо да пише текстове. Прву песму снимио је 2006. године, а музиком је активно почео да се бави 2007. године, када је започео сарадњу са екипом South Side из Лесковца. Први студијски албум издао је 2010. године. Албум носи назив Елегантан, садржи 14 песама, а на њему се као гости појављују Цвија, OBC, Дунђа, Римски, Хартман, Мали Мире (One Shot), Делфагор, Koky, Lust и Flo'master. Песме на албуму продуцирали су X-Plane, Слободан Ђорђевић (OBC) и South Side Beats, док је микс и мастер радио South Side Studio.
Три године након тога, јуна 2013. године Корона је објавио свој други албум Девети живот. На овом албуму се такође налази 14 песама, а наставио је сарадњу са South Side студиом и OBC-ом, који су задужен за продукцију, микс и мастер. Песму Гето гламур отпевао је заједно с Римским, док се на песми Када анђели заплачу као гост појављује Anna Yolo.
Широј јавности постао је познатији након што је 2014. године објавио песме Аца Лукас и Мутне главе. Те године је сарађивао са новосадском Унијом, са којима је објавио песму Амин заједно са Мијом и Flow-ом. Исте године је заједно са Drap-ом, хип хоп продуцентом и Ем-сијем из Брчког, објавио песму Нова школа.
Корона је 2015. године објавио свој трећи студијски албум Гетовен. Албум је објављен за издавачку кућу IDJVideos, а као гости се појављују Фокс, Римски, Фурио Ђунта, Мејси, Дунђа, Јовица Добрица и Пистол Пете. За песму Напетост расте снимљен је и спот, али због експлицитног садржаја никад није објављен. Инструментале за песме радио је Филип Младеновић познатији као One Music, за микс и мастер је задужен Jan Zoo, док је графички дизајн радио Ведад Мандра.
Крајем исте године изашла је песма Победник, коју Корона изводи заједно са Римским. Песма се налази на ЕП-у Римског који носи назив Hustle Grad, а проглашена је за реп хит 2016. године.
Убрзо након тога, Корона је почео да сарађује са познатим певачима из других жанрова, па је 2017. године изашла песма Очи боје вискија, коју су Римски и он снимили са Тањом Савић. Сарадња са Тањом је настављена, па су они јуна 2018. године објавили и песму Злочин без доказа. Након великог успеха ових, али и песама Соба заблуде и Погрешна адреса, које су Корона и Римски продуцирали за Тању Савић, овај трио је кренуо да ради на новом Тањином албуму.
Поред тога, јуна 2018. објавио је заједно са Римским и ТХЦФ-ом песму Улице сам љубио. Месец дана након тога сарађивао је и са Аном Кокић, па је са њом и Римским објавио песму Кармин. Исте године су остварили сарадњу и са Емином Јаховић, са којом су издали песму Прстен.
Корона и Римски су крајем 2018. године издали још један заједнички албум, овог пута под називом Супернова. На албуму се налази осам нових песама, а појављују се и песме Хавана, коју је Корона објавио током лета 2018, као и песма Црни џип, коју су Корона и Римски издали годину дана пре албума. Микс за све песме радио је Филип Младеновић (One Music), мастер је радио Јан Магдевски (Jan Zoo), а албум је издат за издавачку кућу KDM Exclusive.
Наступа заједно са Римским, са којим је формирао двојац познат као 2 кајле (2Kajle Show). Оснивач је продукцијске куће KDM Exclusive, а поред њега, чланови KDM-а су Римски, Филип Младеновић, Петар Пиштољ и Дунђа. Са овом четворком је такође основао и бренд Качкет доле мафиа.
Након што је Римски 2014. године покренуо своју линију одеће познату под називом Sicilian Hustlers, Корона је креирао своју линију гардеробе Gethoven унутар Sicilian Hustlers Wear-а.

## Приватни живот
Корона је рођен 23. фебруара 1988. године у Лесковцу. Основну и средњу школу завршио је у родном граду, а потом је завршио Факултет спорта и физичког васпитања у Нишу. У том периоду се активно бавио кошарком и играо за КК Здравље из Лесковца и КК Ниш. Једно време је живео у Њујорку. Од 2015. године живи у Београду.

## Дискографија

### Албуми
- Елегантан (2010)
- Девети живот (2013)
- Гетовен (2015)
- Бруди (feat. Римски, 2018)[28]
- Супернова (feat. Римски, 2018)[29]
- 23 (2021)

### Синглови
- 1995 (2015)
- Победник (feat. Римски, 2016)
- Ноћас нисам твој (feat. Римски, 2016)
- Качкет доле (feat. Дунђа & Римски 2016)
- 200 (feat. Римски, 2017)
- Очи боје вискија (feat. Тања Савић & Римски, 2017)
- Тајне (feat. Римски, 2017)
- (2017)
- Црни џип (feat. Римски, 2017)[30]
- Злочин без доказа (feat. Римски, Тања Савић, 2018)
- Улице сам љубио (feat. Римски, ТХЦФ, 2018)
- Кармин (feat. Римски, Ана Кокић, 2018)
- Хавана (2018)
- Прстен (feat. Римски, Емина Јаховић, 2018)
- Извини мама (2019)
- Не би издала ме никада (2019)
- Председничка пратња (2020)
- Гучи блузе (2020)
- ВВС (2021)
- Легенде (2021)
- У диму (feat. Римски, 2021)
- 7 ноћи (2021)
- Deja Vu (2021)
- Воли Воли (2021)
- Гето (feat. Esto & Luigi 2021)
- Балкан (2021)
- Странац (2021)
- На кожи (2021)
- Drip Drip (feat. Devito 2021)
- Playboy (2022)
- Paralele (2022)
- Pop ikona (2022)
- Galerija (2023)
- Picasso flow (2023)